# Regina Naunheim
Regina Naunheim (2 de marzo de 1984) es una deportista suiza que compitió en remo. Ganó dos medallas de bronce en el Campeonato Europeo de Remo, en los años 2008 y 2010.

## Palmarés internacional
| Campeonato Europeo | Campeonato Europeo          | Campeonato Europeo | Campeonato Europeo |
| Año                | Lugar                       | Medalla            | Prueba             |
| ------------------ | --------------------------- | ------------------ | ------------------ |
| 2008               | Maratón (Grecia)            | Medalla de bronce  | Scull individual   |
| 2010               | Montemor-o-Velho (Portugal) | Medalla de bronce  | Cuatro scull       |